# Kurt Schmied
Kurt Schmied (* 14. Juni 1926 in Wien; † 9. Dezember 2007 ebenda) war ein österreichischer Fußballspieler. Mit der Vienna wurde der Tormann 1955 österreichischer Meister und nahm mit dem Nationalteam an zwei Weltmeisterschaften und einer Europameisterschaft teil. Sein größter Erfolg war der dritte Platz bei der WM 1954, an dem er maßgeblichen Anteil hatte.

## Karriere

### Wechsel nach Döbling und die Hitzeschlacht von Lausanne
Kurt Schmied genießt bis heute den Ruf, einer der stärksten Tormänner der österreichischen Fußballgeschichte gewesen zu seien, wobei er vor allem durch seinen Einsatz, seine Reflexe und Flugparaden gekennzeichnet war. Seine Karriere begann er beim SC Helfort Wien, dem er als 14-Jähriger beitrat. Im August 1947 wurde er an den Erstligisten Wiener Sport-Club freigegeben, wo er sich sogleich als Stammtormann etablierte. International arbeitete sich Kurt Schmied in seiner Dornbach-Zeit bis in die B-Nationalmannschaft vor, konnte aber 1952 auch nicht den Abstieg seines Klubs aus der A-Liga verhindern. Kurt Schmied weckte dadurch umso mehr das Interesse anderer Klubs, und so wurde er schließlich von der Vienna verpflichtet. Noch rechtzeitig vor der Fußball-Weltmeisterschaft 1954 bekam er auf Grund einer Verletzung Walter Zemans zudem die Chance, sich in der A-Nationalmannschaft zu präsentieren. In seinen beiden Debütspielen gegen Wales (2:0) und Norwegen (5:0) im Mai 1954 hielt sich Kurt Schmied schadlos, so dass er bereits einen Monat später Stammtorhüter bei der Weltmeisterschaft in der Schweiz war.
Österreich konnte ohne Gegentreffer ins Viertelfinale einziehen. In diesem Spiel gegen die Schweiz, der Hitzeschlacht von Lausanne, erlitt Kurt Schmied bereits in der ersten Halbzeit einen Sonnenstich und irrte in einem tranceähnlichen Zustand auf dem Spielfeld umher, in der Pause brach er in der Kabine bewusstlos zusammen. Der österreichische Masseur Josef Ulrich musste ihm Schwämme zuwerfen und sich hinter das Tor stellen, von wo aus er Kurt Schmied dirigierte. Die Schweizer gingen so rasch mit 3:0 in Führung – doch Österreich konnte noch mit 7:5 siegen. Erinnern konnte sich Schmied nachher an nichts mehr: „Alle anderen haben mir später immer in höchsten Tönen vorgeschwärmt, was das für ein großartiges Match war. Und ich habe halt immer drauf gesagt: 'Ihr könnt's mir eh alles erzählen, ich weiß ja nichts mehr'“. Auswechslungen waren damals noch nicht vorgesehen. Das Halbfinale – ohne Kurt Schmied, aber mit dem am Knie verletzten Walter Zeman – ging mit 1:6 an Deutschland verloren, doch beim 3:1-Sieg über den amtierenden Weltmeister Uruguay im Spiel um Platz drei war der Wiener wieder im Tor.

### Meister mit der Vienna und frühes Aus bei der WM 1958
Kurt Schmied konnte nur ein knappes Jahr nach der Weltmeisterschaft auch seinen größten nationalen Erfolg feiern. Mit der Vienna stand er am Ende der Meisterschaft 1954/55 an erster Stelle in der Tabelle, punktegleich mit seinem ehemaligen Verein Wiener Sport-Club – die geringe Anzahl an Gegentoren sprach für die Vienna. Zweifelloser Höhepunkt im Verlauf der Meisterschaft war der 5:0-Sieg über den Vorjahressieger Rapid. Dennoch hatte Kurt Schmied in der Folgezeit kein Fixleiberl bei der Vienna, denn mit Bruno Engelmeier stand ein weiterer Tormann internationaler Klasse bei den Blau-Gelben unter Vertrag, der sich mit der Nationalmannschaft als „Held von Wrexham“ einen Namen machte. Vom Konkurrenzkampf beflügelt machte er sich 1958 mit dem Team auf den Weg zur Weltmeisterschaft in Schweden.
Das österreichische Team war jedoch seiner außerordentlich schweren Gruppe mit Brasilien, England und der damals starken Sowjetunion nicht gewachsen. Auch Kurt Schmied, der sich mit dem WSCler Rudolf Szanwald im Nationaltor abwechselte, konnte das frühe Ausscheiden der Österreicher nicht verhindern. Bei der folgenden Europameisterschaft konnte mit dem Viertelfinale zwar wieder ein kleiner Erfolg gefeiert werden. Nach dem Ausscheiden Österreichs gegen den Gastgeber Frankreich neigte sich Kurt Schmieds Nationalteamkarriere dem Ende zu. Seine letzten großen Auftritte hatte er in der Decker-Ära, als Österreich vor Rekordkulissen im Praterstadion die Sowjetunion 3:1 und Spanien 3:0 bezwang. Seinen Abschied gab er im Dezember 1960 beim 2:1-Sieg über  Italien in Neapel. Bei der Vienna blieb er aber weiterhin im Geschehen, auch nach einer schweren Meniskusverletzung 1962. Nach seinem vermeintlichen Karriereende 1965, wurde der knapp 40-jährige Tormann noch ein Jahr von der Wiener Austria verpflichtet, wo er hinter Arkoc Özcan zweiter Goalie wurde.

## Grab
Schmied wurde am Ottakringer Friedhof bestattet.

## Erfolge
- 1 × Österreichischer Meister: 1955
- 2 × Österreichischer Vizemeister: 1957, 1961
- 1 × Österreichischer Cupfinalist: 1961

- Teilnahme Weltmeisterschaft 1954: 3. Platz
- Teilnahme Weltmeisterschaft 1958: Gruppenphase (Besten 16)
- Teilnahme Europameisterschaft 1960: Viertelfinale
- 38 Länderspiele für die österreichische Fußballnationalmannschaft von 1954 bis 1960